# Papa Martin al IV-lea
Papa Martin al IV-lea (n. 27 martie 1220, Touraine, Franța – d. 4 aprilie 1285, Perugia, Italia) a fost un papă al Romei.
1. ↑  Catholic-Hierarchy.org, accesat în 23 octombrie 2020